# Jorge Buxadé Villalba
Jorge Buxadé Villalba   (Barcelona, 16 de juny de 1975) és un advocat i polític català.
Es va llicenciar en dret a la Universitat Abat Oliba el 1999 i el 2003 va entrar al cos d'advocats de l'estat i destinat al Tribunal Superior de Justícia de Catalunya.
El 1995 va anar a la posició número set a la candidatura de Falange Española de las JONS a Tarragona a les eleccions al Parlament de Catalunya. A l'any següent es va presentar com a número vuit per Falange Española Auténtica a Barcelona a les eleccions generals del 1996.
Va treballar com assessor de Montserrat Nebrera, del Partit Popular.
Va ser l'advocat encarregat de recórrer el referèndum d'Arenys de Munt del 2009. Ha treballat a diversos bufets d'advocats i des del març de 2018 és àrbitre al Tribunal Arbitral de Barcelona.
El 2016 va ser vicepresident segon a la candidatura de Santiago Abascal per presidir Vox i és vocal de l'executiva nacional del partit.
És professor associat de Dret administratiu a la Universitat Internacional de Catalunya i la Universitat Abat Oliva San Pablo CEU.
Va ser president del Foro Català de la Família, secretari de la Fundació Joan Boscà (2014 - 2015) i un dels impulsors de la creació de Societat Civil Catalana.
Va ser un dels creadors del blog digital d'opinió, vinculat a l'extrema dreta espanyolista, Dolça Catalunya, així com el seu primer seguidor a la xarxa social Twitter.